# Jatra (pielgrzymka)
Jatra (dewanagari यात्रा, trl. yātrā, ang. yatra) – popularna forma kultu hinduistycznego polegająca na indywidualnych lub grupowych podróżach (pieszo lub z pomocą środków lokomocji) do lub wokół sławnych obiektów kultowych. Mircea Eliade opisuje, że techniki medytacyjne pozwalają na uwewnętrznienie pielgrzymki do świętego miejsca.

## Rodzaje i przykłady jatr
- okrążanie świętych gór:
  - Chitrakoot parikrama
  - Vrindavan parikrama
  - Govardahan hill parikrama
  - Arunaćala pradakszina – Tiruvannamalai
  - Kailash jatra
  - Lili parikrama – Girnar, Gudźarat

- okrążanie świętych wysp:
  - Omkareshwar parikrama

- okrążanie świętych jezior:
- Pushkar parikrama

- okrążanie świętych miast:
  - Wiśweśwara antargryha jatra – Waranasi
  - Bryhat Panćakrośi jatra
  - Ćaurasikrosi jatra
  - Panćeśani jatra (Ćandrawara Jatra) – Udźdźajn
  - Wradźajatra (Wradźaparikrama) – Wrindawan

- pielgrzymki do grup świątyń:
  - Ćhardham jatra
  - Pańć Kedar jatra
  - Pańć Bhadri jatra

- odwiedziny jaskiń:
  - Vaishnodevi jatra
  - Amarnath jatra

- kult rzek:
  - Narmada parikrama (Bharuch – Gujarat, Maikal (Amarkantak) w Madhya Pradesh)

- tirthajatry (według Dewimahatmja):
  - Ayodhya
  - Mathura
  - Gaya
  - Kashi
  - Kachipuram
  - Awantika
  - Dwarawati
  - Ujjain

## Pielgrzymki ideologiczne
Tradycje jatr wykorzystywano w Indiach również w celach politycznych.
- padajatry (piesze wędrówki) z naciskiem na tereny wiejskie, od wiosny 1976 organizowała Komunistyczna Partia Indii[2]
- Ram Rath Jatra (1990)
- Ekta Jatra (1991–1992)
- Suradż Jatra (1996)